# Amana erythronioides
Amana erythronioides är en liljeväxtart som först beskrevs av John Gilbert Baker, och fick sitt nu gällande namn av D.Y.Tan och Hong De-Yuan. Amana erythronioides ingår i släktet Amana och familjen liljeväxter. Inga underarter finns listade.

## Bildgalleri

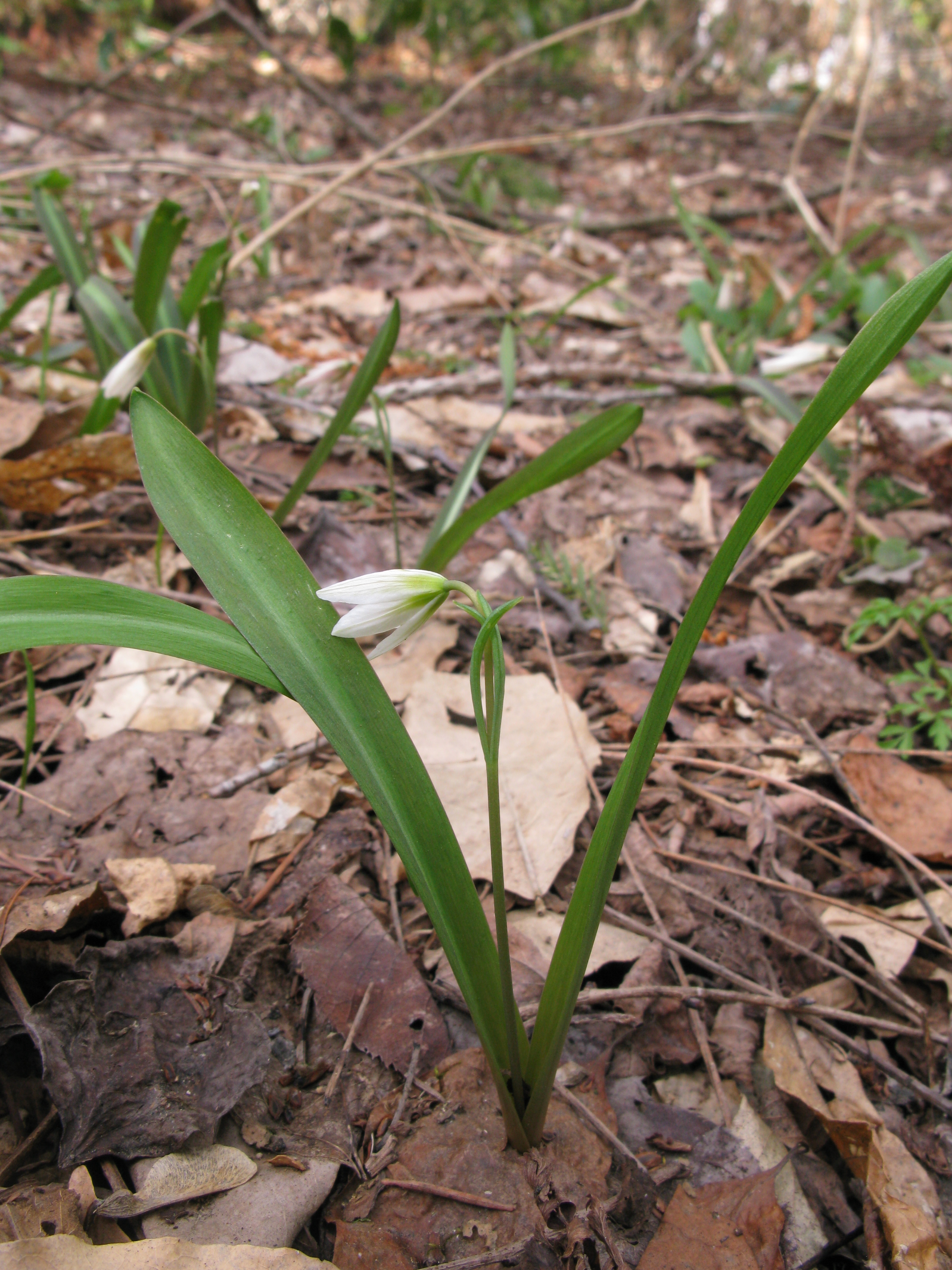
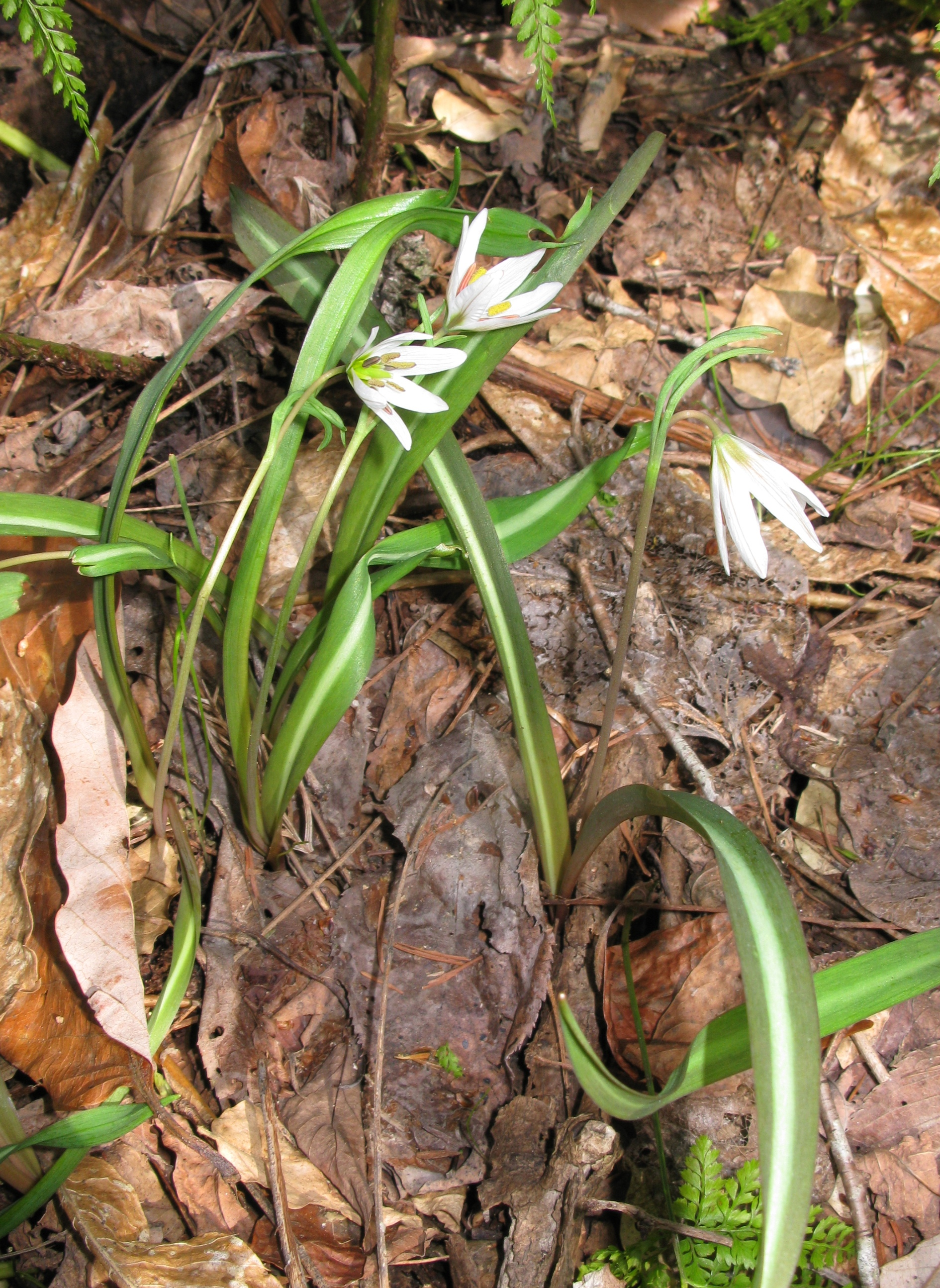